# Siarhiej Hierasimiec
Siarhiej Hierasimiec (biał. Сяргей Герасімец, ros. Сергей Григорьевич Герасимец, Siergiej Grigorjewicz Gierasimiec; ur. 13 października 1965 w Kijowie, Ukraińska SRR, zm. 26 września 2021) – białoruski piłkarz pochodzenia ukraińskiego, grający na pozycji napastnika, reprezentant Białorusi i trener.

## Kariera piłkarska

### Kariera klubowa
Wychowanek Szkoły Piłkarskiej „Kord” w Szczokino. Został zauważony przez skautów Dynama Kijów, do którego przyszedł w 1983. Jednak nie potrafił przebić się do podstawowej jedenastki i występował w klubie Dynamo Irpień. W 1986 przeszedł do Szachtara Donieck, skąd w 1989 trafił do Dynama Mińsk. Po pięciu lat występów w białoruskim klubie w 1994 wyjechał pograć do Izraela, gdzie bronił barw klubu Bene Jehuda Tel Awiw. Następnie występował w klubach, takich jak Bałtika Kaliningrad, Zenit Petersburg, Žalgiris Wilno i Dinamo-StrojImpuls Sankt Petersburg. W 2002 ukończył karierę w Tarpeda-MAZ Mińsk.

### Kariera reprezentacyjna
W latach 1993–1999 w reprezentacji Białorusi wystąpił 26 razy i strzelił 7 bramek.

## Kariera trenerska
W 2004 prowadził Siewierstal Czerepowiec, potem w 2005 pomagał trenerom Tomi Tomsk. W 2006 trenował kazachski Okżetpes Kokczetaw. Od 2007 na stanowisku asystenta trenera najpierw Lokomotiwu Moskwa, a potem Dinama Sankt Petersburg.

## Nagrody i odznaczenia
Uznany za najlepszego piłkarza Białorusi w 1993.